# The Georgia Satellites
The Georgia Satellites sono un gruppo musicale rock statunitense attivo dalla metà degli anni settanta guidato per buona parte della loro carriera da Dan Baird.
Il loro primo LP uscirà solo nel 1985. Vennero alla ribalta nel 1986 con il singolo Keep Your Hands to Yourself tratto dal loro primo album, omonimo.

## Stile
Il loro stile, fortemente legato al rock classico, si ispira a Chuck Berry, Little Feat, The Rolling Stones e AC/DC.
Si potrebbe definire che fanno un Hard Rock con matrice Southern Rock

## Storia

### Gli inizi
Nel 1980, ad Atlanta (Georgia) il bassista Keith Christopher, il batterista David Michaelson ed il chitarrista Rick Richards (ex Desperate Angels) si uniscono all'ex chitarrista dei “The Nasty Bucks” Dan Bird per formare una band chiamata Keith and the Satellites.
Il gruppo inizia a farsi conoscere suonando nei locali di Atlanta e nel 2003 la casa discografica “Baby boom” ha fatto uscire un disco di loro vecchi pezzi dal titolo “Uh-oh it's”. Curiosamente per la copertina del disco è stata usata la stessa immagine del disco dei Mr Big “Lean into it”.
Presto la sezione ritmica del gruppo cambia e Randy DeLay (batteria) e il bassista Dave Hewitt (ex Babe Ruth, Whitford/St. Holmes), sostituiscono David Michaelson e Keith Christopher. Cambia anche il nome della band che diviene Georgia Satellites.
Dopo aver registrato un demo nel 1984 il gruppo si scioglie convinto di non avere sbocchi discografici.
Dan Bird si trasferisce in North Carolina e suona con i Woodpeckers, Dave Hewitt esce dal mondo della musica, Randy DeLay incide un disco con il gruppo Billy The Kid (titolo del disco Sworn to fun) e poi entra, per un breve periodo, nei “Hell Hounds” con Rick Richards.

### Keep The Faith
Nonostante lo scioglimento dei The Georgia Satellites il manager del gruppo, Kevin Jennings, portò la demo a una piccola etichetta discografica dello Yorkshire, la Making Waves, e questa pubblicò la demo come Ep nel 1985 chiamandolo Keep il Faith.
A sorpresa l'Ep ha un buon successo così Dan Bird E Rick Richards riformano i The Georgia Satellites chiamando Mauro Magellan alla batteria e Rick Price al basso; sia Price sia Magellan suonavano con Rick Richards nei Hell Hounds. Rick Price aveva inciso anche un disco new wave con i The Brains.

### The Georgia Satellites
Nel 1986 la band firma un contratto con la casa discografica Elektra.
Arruolato il tecnico del suono Jeff Glixman (dietro al mixer anche nel precedente Ep Keep Of Faith), e che ha mixato e prodotto album di Paul Stanley, Kansas, Gary Moore, Yngwie Malmsteen e Black Sabbath, la band nel 1986 sforna il primo omonimo album (The Georgia Satellite – Elektra records – 1986).
Nell'album sono presenti (risuonati con la nuova formazione) i pezzi “Keep Your Hands To Yourself" e “Red Light” che erano già presenti nell'Ep Keep of faith.
Il brano “Keep Your Hands to Yourself" tratto da “The Georgia Satellites” ha raggiunto il numero 2 della Billboard Hot 100, superato solo da "Livin 'on a Prayer" di Bon Jovi. Mary Deacon, che diresse il video di Keep Your Hands to Yourself, quell'anno ha vinto il premio di miglior direttore artistico agli MTV video.

### Open All Night
Nel 1987 esce, sempre per la Elektra, il secondo album della band intitolato Open All Night. Fra i pezzi inclusi nell'album troviamo la cover dei Beatles “Don't Pass Me By”. L'album non ebbe il successo sperato e nessun singolo entrò in classifica

### In The Land Of Salvation And Sin
Nel 1989, sempre la Elektra pubblica il terzo album della band intitolato “In The Land Of Salvation And Sin”. Nonostante le ottime recensioni avute l'album non ottiene grossi riscontri commerciali. Fra i brani del disco troviamo “Crazy” e “Six Years Gone” pezzi già presenti nell'EP “Keep The Faith”; “Shake Thet Thing” è un tributo allo scomparso Lowell George, cantante dei Little Feat; “Games People Play” è una cover del cantante country Joe South, che come i The Georgia Satellites è nato ad Atlanta, Edoardo Bennato farà la cover dello stesso pezzo ribattezzandola Ed Il Gioco Continua.
Nello stesso anno per il mercato giapponese esce la compilation Let It Rock che contiene un pezzo mai inserito in nessun album e 4 pezzi dal vivo.
Dan Bird deluso dalle vendite di “Open All Night” e di “In The Land Of Salvation And Sin” decide di abbandonare la band. Da questo momento intraprende la carriera solista.
Sempre per il mercato giapponese esce l'antologia “Never stop rockin” che contiene 3 brani mai inseriti in nessun album e 3 pezzi dal vivo.
Anche Rick Richards abbandona il gruppo per entrare nei “Ju Ju Hunds”, la band che supporta l'ex “Guns N'Roses" Izzy Stradlin. Con Izzy Stradlin Rick Richards registrerà un album in studio e uno live nella prima metà degli anni 90.

### Let it rock: best of The Georgia Satellites
Nel 1993 a quarant'anni muore di cancro Randy DeLay, il batterista del primo Ep del gruppo Keep The Faith
Sempre nello stesso anno esce la compilation “Let it rock: best of The Georgia Satellites” che contiene un inedito.

### Shaken Not Stirred
A metà anni 90 Rick Richards e Rick Price riformano i The Georgia Satellites arruolando Billy Pitts alla batteria e Jeremy Graf alla chitarra.
Questa formazione stampa l'album “Shaken Not Stirred” nel 1997 per l'etichetta discografica CMC Records. L'album è composto da pezzi vecchi risuonati dalla nuova formazione e pezzi nuovi fra cui le cover di Lt It Rock di Chuck Berry, “Rain” dei Beatles e “My Fault” dei Faces.
Da questo momento la band non pubblica più nulla di nuovo.
Nonostante questo Rick Richards continua ad esibirsi col nome The Georgia Satellites ma con una formazione completamente rinnovata che vede oltre a lui, unico superstite del vecchio gruppo, Fred McNeal (voce solista, chitarra ritmica), Bruce Smith (basso, cori) e Todd Johnston (batteria).

### Attività dei membri
Dan Bird pubblica: 4 album a suo nome fra il 1996 e il 2017 e 1 album a nome Dan Baird And The Sofa Kings (2001).
Nel 2001 Dan Bird e Keith Christopher (primo bassista dei The Georgia Satellites quando si chiamavano Keith and the Satellites) fondano i The Yayhoos con i quali incide 2 album.
Nel 2005 Dan Bird fonda i Dan Bird And Homemade Sin, al progetto prendono parte anche Mauro Magellan e Keith Christopher (. Fra il 2005 e il 2018 i Dan Bird And Homemade Sin hanno sfornato 9 dischi.
Nel 2006 Dan Bird e Rick Richards prendono parte al progetto The Mystic Knights Of The Sea con cui incisero un cd single con 2 cover di Bruce Springsteen Cadillac Ranch e Johnny 99.
Nel 2009 Mauro Magellan ha pubblicato il suo primo disco solista dal titolo “My Groovie Road”. Nel 2012 con Briana Hardyman pubblica, sotto il nome Mauro & Briana, l'album “4 Corners Of Sweet Hells”.
Nel 2013 Rick Richrads ed il primo manager dei The Georgia Satellites, Kevin Jennings, formano i The Western Sizzlers con i quali incidono 2 album: “For Ol' Times Sake...” (2013) e 1-4-5-Go (2016).

## Formazione
Attuale
- Rick Richards – chitarra solista, voce (1982-1984, 1985-1990, 1993-presente)
- Bruce Smith – basso (2013–presente)
- Todd Johnston – batteria (2001–presente)
- Fred McNeal - voce, chitarra ritmica (2013 - presente)

Ex componenti
- Dan Baird – voce, chitarra rirmica (1982-1984, 1985-1990)
- Rick Price – basso (1985-1990, 1993–2013)
- Dave Hewitt – basso (1982-1984)
- Brendan O'Brien - tastiera (1986-1987)
- Randy DeLay – batteria (1982-1984; deceduto nel 1993)
- Mauro Magellan – batteria (1985-1990)
- Kenny Head – tastiere (1998–2013)
- Billy Pitts – batteria (1993–2000)
- Mac Crawford – batteria (2000–2001)
- Jeremy Graf – chitarra (1995–1997)

## Discografia

### Album in studio
- 1986 - Georgia Satellites (Elektra)
- 1988 - Open All Night (Elektra)
- 1989 - In the Land of Salvation and Sin (Elektra)
- 1997 - Shaken Not Stirred (EMI)

### EP
- 1985 - Keep the Faith (Making Waves Music)

### Album dal vivo
- 2022 - Lightnin' in a Bottle - The Official Live Album (Cleveland International Records)

### Raccolte
- 1989 Let it rock (Elektra)
- 1990 Never stop rockin' (Elektra)
- 1993 Let it rock: best of The Georgia Satellites (Elektra)
- 1996 Very best of (Go On Deluxe)
- 2001 Greatest & leatest (Disky Communication Europe B.V.) (riedizione di Shaken not stirred con diverso titolo)
- 2002 The essentials (Elektra)
- 2007 Keep your hands to yourself & other hits (Flashback records)